# Kelly Tarlton’s Sea Life Aquarium

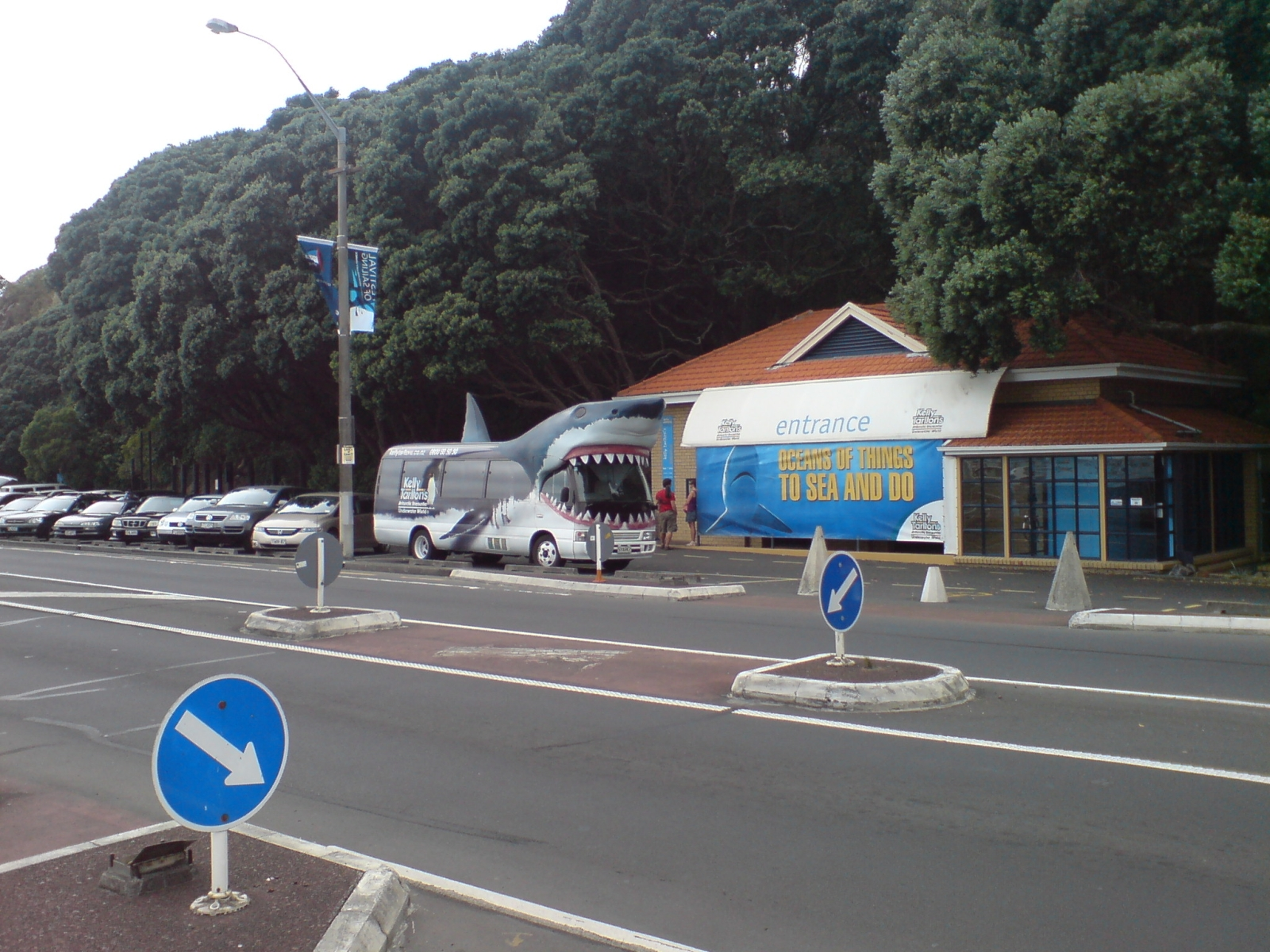
Eingang und zur Werbung benutzter „Hai-Bus“

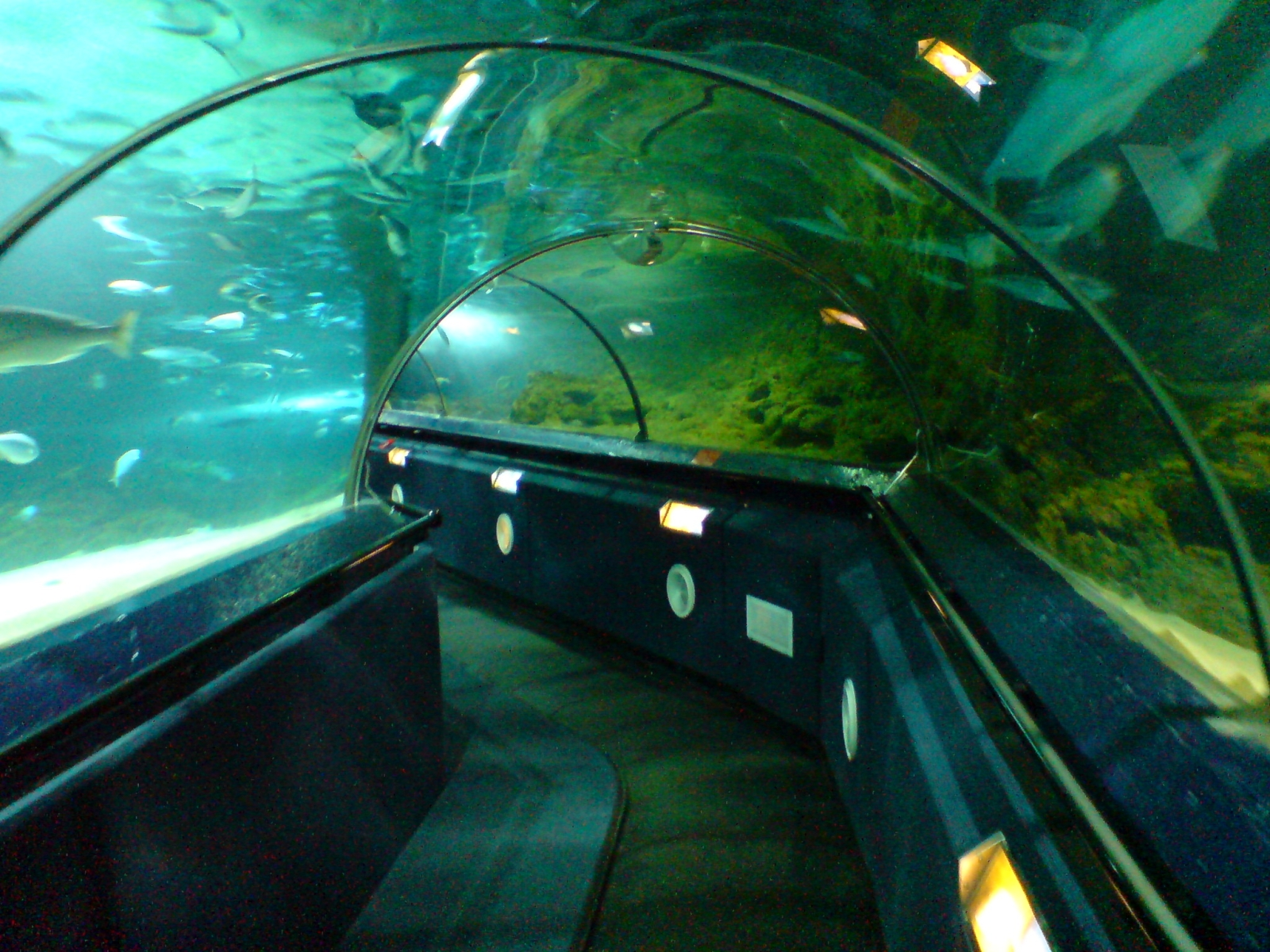
Tunnel im Aquarium

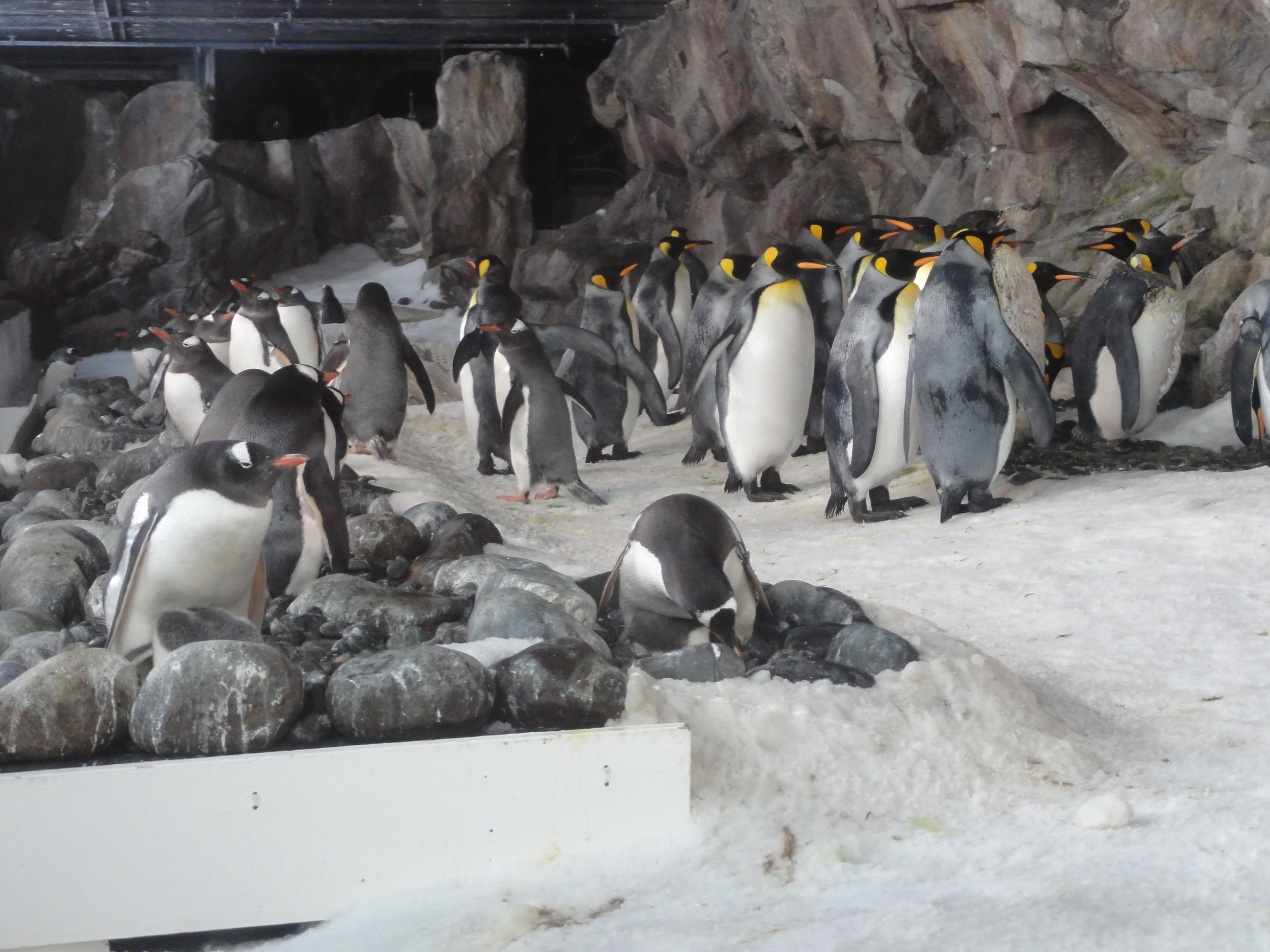
Pinguine im Antarctic Ice Adventure

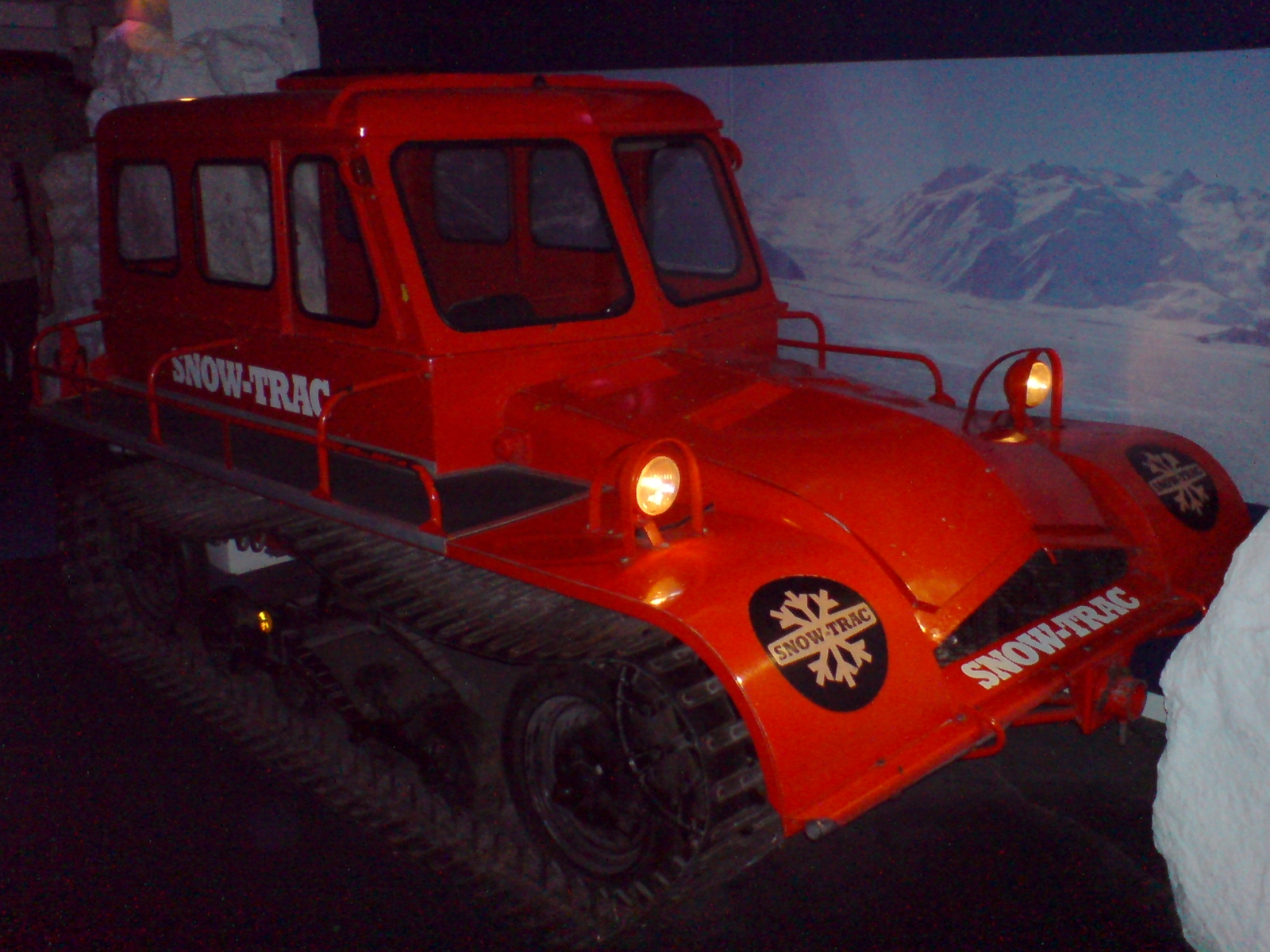
Snow-Trac im Antarctic Ice Adventure

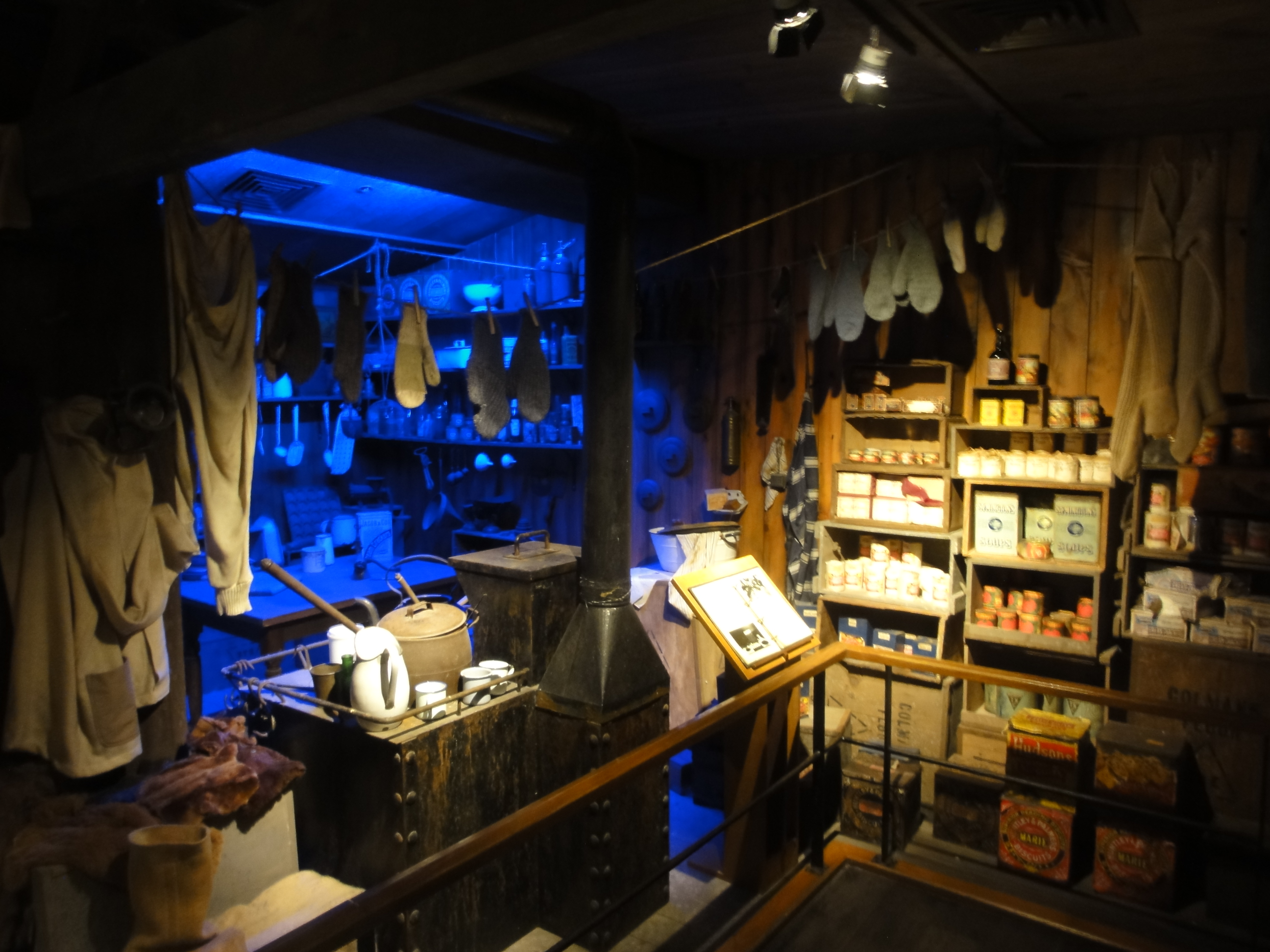
Nachbau von Scotts Hütte

Kelly Tarlton’s Sea Life Aquarium (früher Kelly Tarlton’s Underwater World) ist ein Museum und Aquarium in der Vorstadt Orakei von Auckland in Neuseeland. Der Haupteingang befindet sich am Tamaki Drive 23 am Waitematā Harbour.
Es wurde 1985 eröffnet und entstand auf Initiative des Meeresarchäologen und Tauchers Kelly Tarlton (1937–1985).
Es wurde in damals nicht mehr benötigte unterirdische Abwassersammelbehälter eingebaut. Für das Hauptbecken wurde dafür mit einer neu entwickelten Technik ein gewölbter Tunnel anstelle der für Aquarien bis dahin üblichen ebenen Sichtscheiben angefertigt. Das Projekt ist auch eines der ersten, in denen die Besucher auf einem langsam laufenden Transportband durch den Beobachtungsbereich transportiert werden.

## Geschichte
1983 schlug Kelly Tarlton den Bau eines Aquariums in den seit den 1960er Jahren nicht mehr benötigten unterirdischen Abwasserspeichern in einem Abhang an der Küste von Auckland vor. Die Fische sollten dabei vom Inneren des Beckens aus durch einen 110 m langen Acrylglastunnel beobachtet werden können.
Nach zehn Monaten Bauzeit eröffnete das Aquarium im Jahre 1985. Tarlton stellte die dafür benötigten Tunnelsegmente her, indem er ebene Acrylglaszuschnitte auf eine Form legte und in einem Ofen erwärmte, bis sich der Kunststoff der Form angepasst hatte. Einige der Segmente wiegen über eine Tonne. Wegen der Lichtbrechung zwischen Luft, Acrylglas und Wasser erscheinen die Fische etwa ein Drittel kleiner, als sie tatsächlich sind.
Nach dem Bau des Tunnels und dessen Dichtheitsprüfung wurde aus Beton eine Landschaft aus Riffen und Höhlen gebaut. In einem Abschnitt des Beckens wurden 1800 Meerestiere eingesetzt, in einem zweiten Abschnitt Haie (darunter Bronzehaie, Kammzähnerhaie, Teppichhaie und Hundshaie) sowie Stechrochen. Die heimischen Haie werden nur eine kurze Zeit im Becken gehalten und danach im Fanggebiet wieder ausgesetzt.
1994 wurde das Aquarium durch eine Replik der von Robert Falcon Scott auf seiner Antarktisexpedition genutzten Hütte ergänzt. Außerdem wurde in einem gekühlten Raum eine Kolonie antarktischer Pinguine angelegt.
Im Dezember 2004 wurde die Stingray Bay, ein 350.000 l fassendes offenes Becken mit bis zu 2,6 m Tiefe mit Wänden aus Acrylglas, eröffnet.
2008 kaufte das Unternehmen Village Roadshow die Anlage für 13 Millionen Neuseelanddollar. Das Unternehmen ist auch Eigentümer des Sydney Aquarium, der Oceanworld Manly, der Sea World Gold Coast und anderer ähnlicher Einrichtungen.
Im Dezember 2010 erhielt Kelly Tarltons fünf Sandtigerhaie aus den USA.
Bereits 2011 verkaufte Village Roadshow Kelly Tarlton’s Underwater World und andere vom australischen Sydney aus verwaltete Einrichtungen an Merlin Entertainments weiter. Im März 2012 kündigte Merlin Entertainments eine Investition von 5,5 Millionen Neuseelanddollar in neue Ausstellungen, eine veränderte Aufteilung der Räume und ein mehr auf Interaktion ausgerichtetes Konzept an, das bis zum 29. September 2012 umgesetzt werden sollte. Gleichzeitig wurde das Aquarium in „Kelly Tarlton’s Sea Life Aquarium“ umbenannt, um es an Merlin Entertainments globale Marke Sea Life Centres anzupassen.

## Einrichtungen
Die wichtigsten Exponate sind Antarctic Encounter und die Underwater World.
- Antarctic Ice Adventure und die Scott Base wurden 1994 eröffnet. Die Besucher können die Pinguine durch eine Glasscheibe in ihrem gekühlten Gehege beobachten. Danach führt der Rundgang durch eine Nachbildung der Hütte, die Robert Falcon Scott auf seiner Südpolexpedition 1912 benutzt hatte. Bis zur Umgestaltung des Bereichs im Jahr 2012[7] wurden die Besucher mit einem Kettenfahrzeug vom Typ Snow-Trac, einem Modell, das auch in der Polarforschung eingesetzt worden war, durch einen abgetrennten Bereich des Pinguingeheges gefahren. In diesem befinden sich Königspinguine und Eselspinguine.[1]

- NIWA Southern Oceans Discovery ist ein Raum an der Stingray Bay und dient der Bildung von Kindern zur Meereswelt und der Antarktis auf unterhaltsame Weise.

- die Stingray Bay ist ein 350 m³ fassendes, offenes Acrylbecken. Neben der Stechrochenart Dasyatis brevicaudata und Adlerrochen beherbergt das Becken einige andere Fischarten wie den Blue Maomao (Scorpis violacea). In diesem Teil des Museums befindet sich ein Imbissstand.

- Pacific Shark Zone und Shipwreck Explorer waren die ersten Teile des Aquariums. Durch einen 110 m langen Tunnel aus Acrylglas durch das Aquarium werden die Besucher mit einem Transportband transportiert. Das Haiaquarium fasst 3785 m³ und beherbergt mehrere Haiarten.[1], das zweite Becken hauptsächlich Schwarmfische wie den Blue Maomao. Gegen eine zusätzlich Gebühr kann man sich in einem Netzkäfig durch das Haibecken ziehen lassen oder im Taucheranzug in Begleitung in das Haibecken begeben.

- die Fish Gallery und das Seahorse Kingdom beherbergen kleinere Aquarien, die meist mit einzelnen Arten besetzt sind, darunter Natterers Sägesalmler, einer Sammlung von Seepferdchen, Muränen, Krebsen sowie giftigen Fischen wie Steinfischen und Kugelfischen.